# Джеймс Х'юїтт, 1-й віконт Ліффорд
Джеймс Х'юїтт, І віконт Ліффорд (англ. James Hewitt, 1st Viscount Lifford; 28 квітня 1712 — 28 квітня 1789) — відомий ірландський політик, юрист, суддя, спікер Палати лордів парламенту Ірландії та лорд-канцлер Ірландії з 1767 по 1789 рік.

## Гасло віконта Ліффорд
Be just and fear not — «Бути справедливим і не боятись» (англ.)

## Життєпис

### Походження

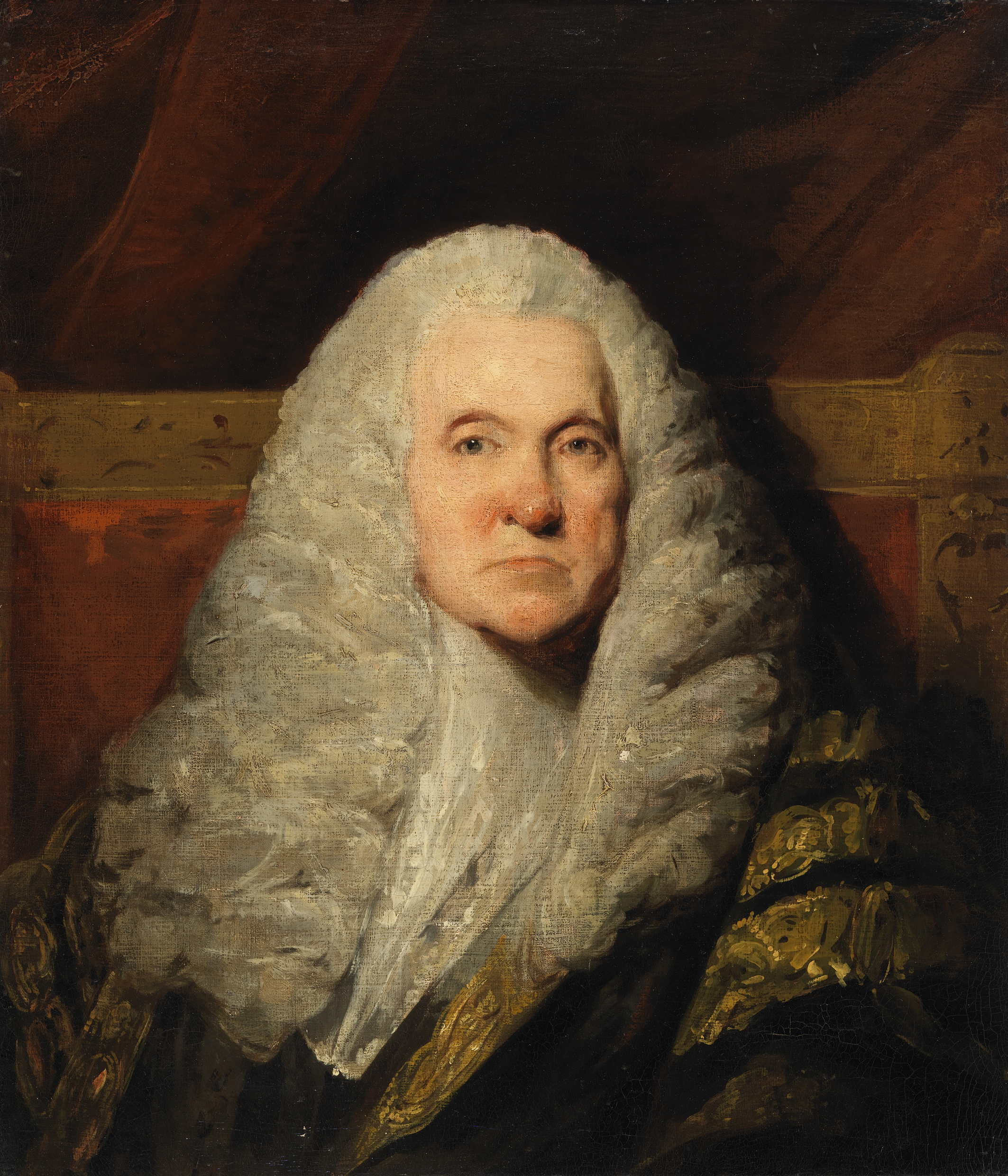
Джеймс Х'юїтт (28 квітня 1712 — 28 квітня 1789) — І віконт Ліффорд.

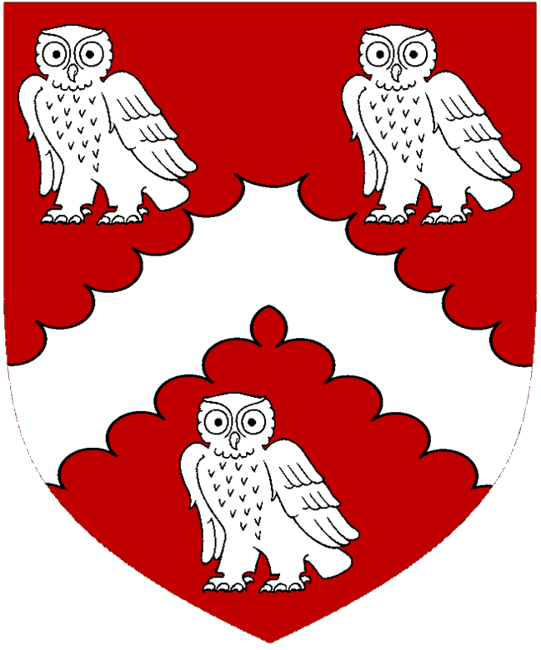
Герб Джеймса Х'юїтта, І віконта Ліффорд.

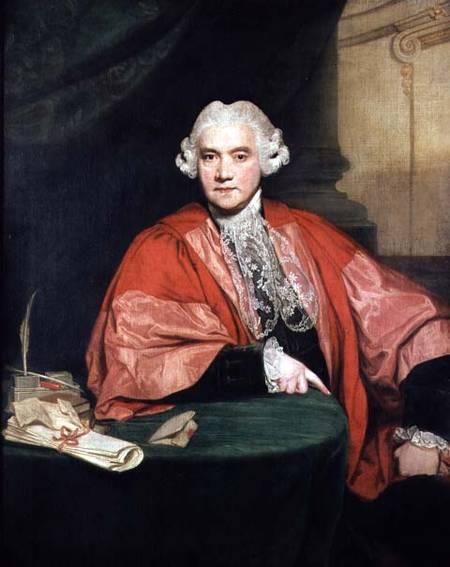
Джон Гелі-Гатчінсон (1724—1794).

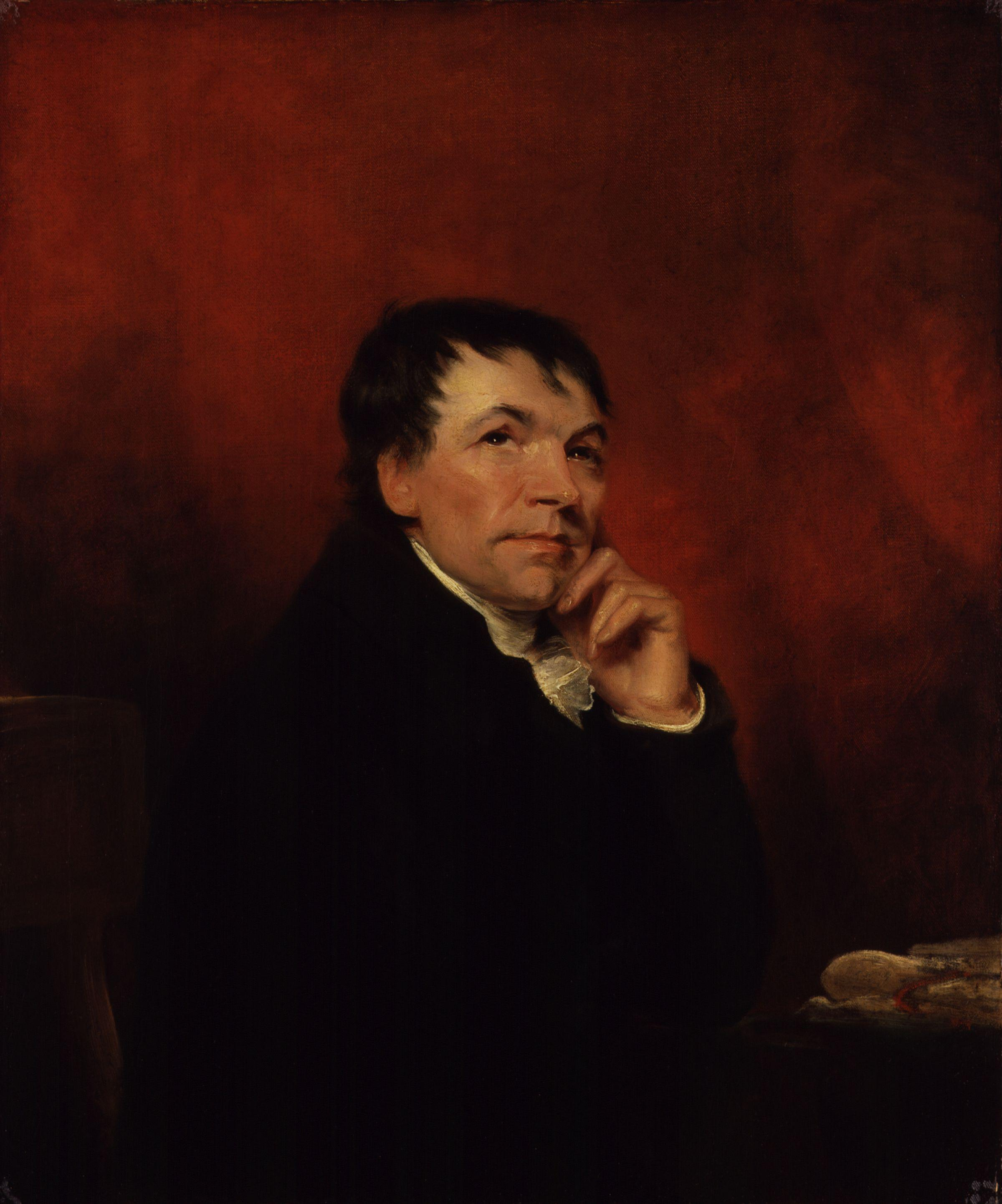
Джон Філпот Керран (1750—1817).

Джеймс Х'юїтт був сином ковентрійського драпірувальника Вільяма Гьюїта (1683—1747), що народився в Роккліффі, Камберленд, Ангнлія. Вільям Х'юїтт був сином Джеймса Х'ююїта та Мері Урвін. Матір'ю судді Джеймса Х'юїтта, І віконта Ліффорд була Ганна Льюїс. Його брат, Вільям Х'юітт (1719—1781) був генерал-губернатором Вест-Індії, посаду він отримав завдяки впливу брата на уряд. У епоху класової свідомості його походження було чимось на кшталт вади, а його «містечкові» манери були предметом недобрих коментарів протягом усього його життя.

### Кар'єра
Джеймс Х'юїтт спочатку працював клерком адвоката. Але до 1742 року він став адвокатом і почав юридичну практику. Швидко піднявшись по кар'єрній драбині юридичної професії він досяг вершини кар'єри отримавши посаду лорд-канцлера Ірландії в 1767 році. Він обіймав цю посаду до своєї смерті в 1789 році. У 1768 році він отримав титул пера Ірландії як барон Ліффорд з Ліффорда, що в графстві Донегал, потім отримав ще більшу нагороду — йому було даровано титул віконта Ліффорд у 1781 році також у перстві Ірландії. Він був обраний членом депутатом Палати громад парламенту Великобританії від Ковентрі і володів цим мандатом в 1761—1766 роках. Його не дуже цінували як парламентарія: його колеги-депутати скаржилися, що його промов було майже не чути.

### Характер і репутація
Джеймс Х'юїтт — лорд Ліффорд заслужив собі погану репутацію перш ніж стати лорд-канцлером Ірландії: до того часу його називали «нудним, важким адвокатом», ненадихаючим, хоча «безпечним» депутатом парламенту та людиною посереднього інтелекту, яка болісно переживала своє низьке походження і погані манери працюючи в середовищі аристократів. Навіть уряд, який обрав його і висунув на високу посаду, вихваляючи його як хорошого юриста та чесну людину, сумнівався в тому, що він має необхідну силу характеру, щоб бути хорошим і справним лорд-канцлером, тоді як англійська лава суддів та парламентарів відреагувала на його призначення загальним глузуванням.
Швидко виявилося, що вони помилялися: протягом двох років після свого прибуття до Ірландії лорд Ліффорд заслужив найвищі похвали як суддя. Як написав своєму другові його колега в уряді Ірландії Джон Гелі-Гатчінсон (людина, яка зазвичай не любила добре говорити про інших): «Він веде свою справу дуже вміло й оперативно, до загального задоволення прозивачів і юристів-практиків у цій країні, де він користується великою повагою і дуже популярним політиком, і є, у своїй публічній і приватній поведінці, найгіднішою, чесною і доброзичливою людиною». Його ефективність у веденні судових справ була такою, що фактично всі судові процеси щодо фінансів та майна за його часів були спрямовані до Канцелярії (це могло бути частково через те, що Суд казначейства, який мав конкуруючу юрисдикцію щодо майна і фінансів, був, як відомо, повільним і неефективним. Тодішній суд в Ірландії описували так, що суд перебуває в стані «розгубленості та безладу, що неможливо виправити»). Юристи, що працювали в суді лорда Ліффорда, як-от Джон Філпот Керран, з любов'ю згадували «великого лорда Ліффорда» після його смерті та цитували його як взірець для інших суддів.

### Родина
Лорд Ліффорд вперше одружився з Мері Ріс Вільямс — донькою преподобного Ріса (або Прайса) Вільямса зі Стейплфорд-Ебботтс, Ессекс, Англія, архідиякона Кармартена. Шлюб відбувся в 1749 році. Джеймс Х'юїтт та Мері мали чотирьох синів, включаючи Джеймса Х'юїтта — його спадкоємця, Джона Х'юїтта — декана Клойн, Джозеф Х'юїтта (1754—1794) — судді Суду королівської лави (Ірландія). Мері Річ Вільямс померла в 1765 році. Його другою дружиною була Амброзія Бейлі — дочка преподобного Чарльза Бейлі з Нейвстока та Елізабет Бек, з якою він одружився в 1766 році: її молодість і краса викликали велике захоплення в Ірландії. Від Амбросії він мав ще одного сина та двох дочок. Його спадкоємцем став його старший син — Джеймс Х'юїтт, ІІ віконт Ліффорд (1750—1830).
Джеймс Х'юїтт жив у будинку Бельведер-Хаус, Драмкондра. Амброзія померла в 1807 році.